# Klockören
Klockören är en ö i Finland. Den ligger i Finska viken och i kommunen Lovisa i den ekonomiska regionen  Lovisa i landskapet Nyland, i den södra delen av landet. Ön ligger omkring 74 kilometer öster om Helsingfors.
Öns area är 3,3 hektar och dess största längd är 320 meter i nord-sydlig riktning. Ön höjer sig omkring 15 meter över havsytan.